# Hyalostola
Hyalostola és un gènere monotípic de papallones nocturnes de la subfamília Drepaninae. La seva única espècie, Hyalostola phoenicochyta, va ser descrita per George Hampson el 1914, i es troba a Borneo.
La seva envergadura alar és d'uns 26 mm.